# Sonia, desalmada
Sonia, desalmada es el quinto capítulo de la tercera temporada de la serie de televisión argentina Mujeres asesinas. Este episodio se estrenó el día 6 de junio de 2007. Fue el regreso de la actriz argentina Andrea Del Boca a la televisión.
Este episodio fue protagonizado por Andrea Del Boca, en el papel de asesina. Coprotagonizado por Martín Seefeld y Malena Solda.

## Desarrollo

### Trama
Sonia (Andrea Del Boca) es una mujer casada con un médico (Martin Seefeld). Aparentemente, el matrimonio parece funcionar como un perfecto engranaje; hasta que ella comienza a sospechar que su marido lleva una doble vida. Lo que era una suposición se convierte en una realidad: una enfermera del hospital, Marcela,(Malena Solda) parece ser la amante de su esposo. Desilusionada y desencajada por ese triste descubrimiento, Sonia empieza a planear la manera de deshacerse de Marcela. Los celos, rabia y sed de venganza se apoderan de Sonia maquinando un plan siniestro: secuestra a la joven y la mantiene durante varios días en cautiverio, sometiéndola a terribles torturas. Para Sonia esta es la manera de que la enfermera expíe sus culpas por “apoderarse” de su marido. Ella en un momento pide a familia de Marcela dinero para el rescate. La situación llega a un horrible punto de inflexión con desenlace trágico. Ante un descuido de Sonia, la cautiva escapa, pero es retenida por su secuestradora que termina por cortarle el cuello como cástigo. Sonia conduce hasta un sitio apartado, se deshace de Marcela vertiéndole litros de gasolina y prendiéndole fuego.

### Condena
Marcela estuvo secuestrada una semana antes de ser asesinada. La autopsia probó que al momento de ser incinerada todavía estaba con vida. Sonia fue condenada en el año 2000 a cadena perpetua. Podrá pedir la libertad condicional en el 2016.

## Elenco
- Andrea Del Boca
- Malena Solda
- Martín Seefeld
- Norberto Gonzalo
- Coni Vera
- Iara Lublinsky

## Adaptaciones
- Mujeres asesinas (México): Sonia, desalmada - Leticia Calderón
- Mujeres asesinas (República Dominicana): Sonia, desalmada - Denise Quiñones